# 斯利曼中心
斯利曼中心(也稱為斯利曼體育園區)是位於澳洲昆士蘭州布里斯本的體育和娛樂設施。該中心的建設於1982年完成，至今已進行過多次升級和改進。本中心位於錢德勒的郊區，在布里斯本中心商業區東邊15公里處，園區內有包括水上運動中心、自由車館、體育館、體操訓練館、健身房和演藝廳。該中心目前為公眾提供一系列服務，包括室內和室外的活動，如游泳、潛水、健康和健身課程、健身房、托兒設施以及兒童游泳池和滑水道。

## 設施

### 水上運動中心

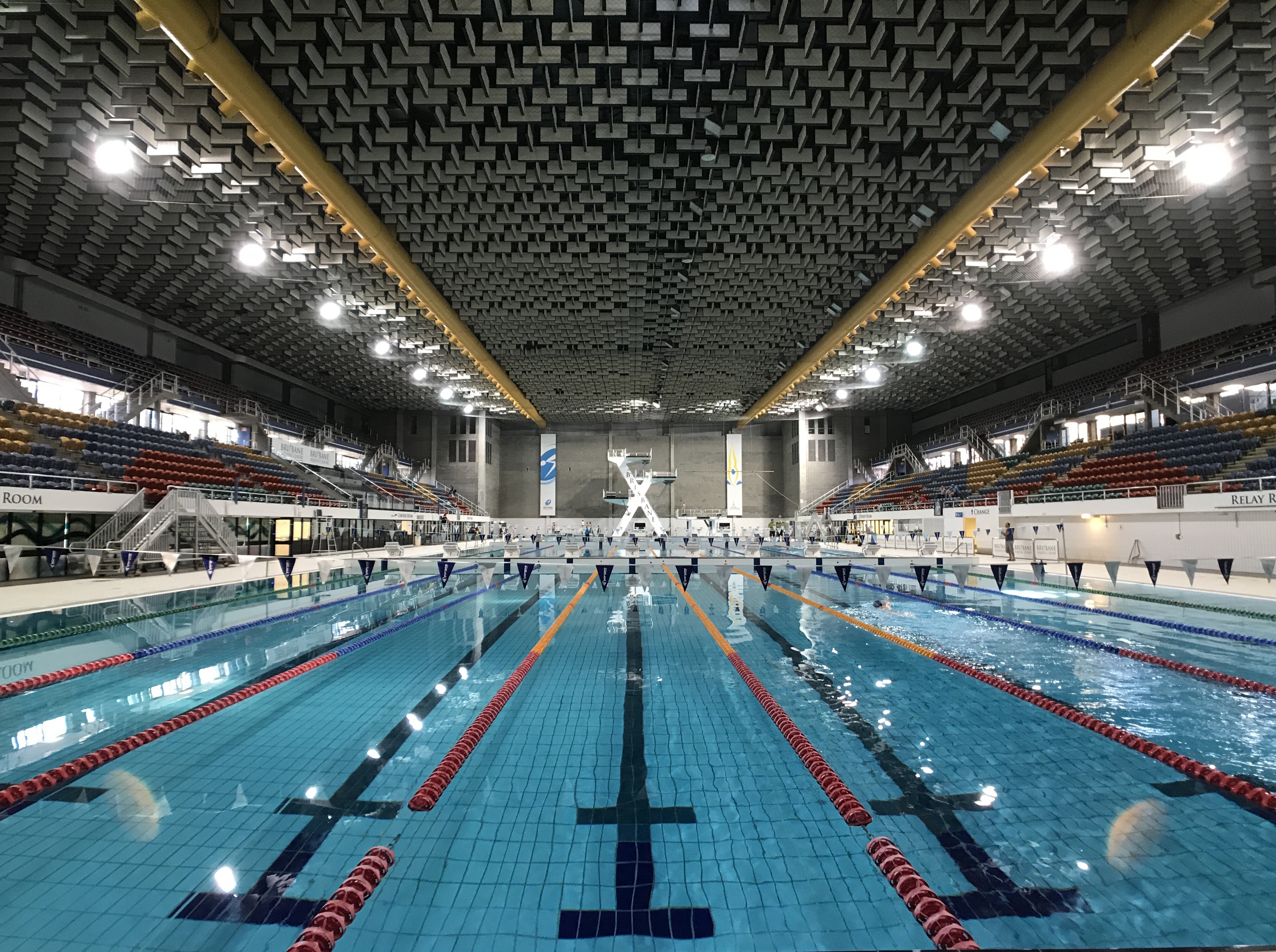
布里斯本水上運動中心中50公尺室內奧運游泳池

布里斯本水上運動中心(位於錢德勒)共有4個游泳池，由一座50公尺室內奧運游泳池（2公尺深）、一座50公尺室外奧運游泳池（2公尺至4公尺深）、一座25公尺跳水池（5公尺深）和一座25公尺的小型游泳池（1公尺深）組成。水上運動中心可容納4,300人，並設有潛水設施、奧運游泳池的可移動隔板，可用於短期課程活動和水上樂園。
以下為水上運動中心特點總結
- 50公尺10泳道奧運游泳池
- 配備有10公尺、7公尺、5公尺、3公尺、1公尺和0.5公尺跳水板和平台的跳水池
- 25公尺游泳池
- 可容納4350人的看台座位和私人包廂
- 會議室或研討室
- 健身房/有氧運動
- 育兒設施
- 設有室內和室外座位的咖啡廳
- 巨型滑水道
- 學習游泳學校

### 安娜·美雅絲自由車館

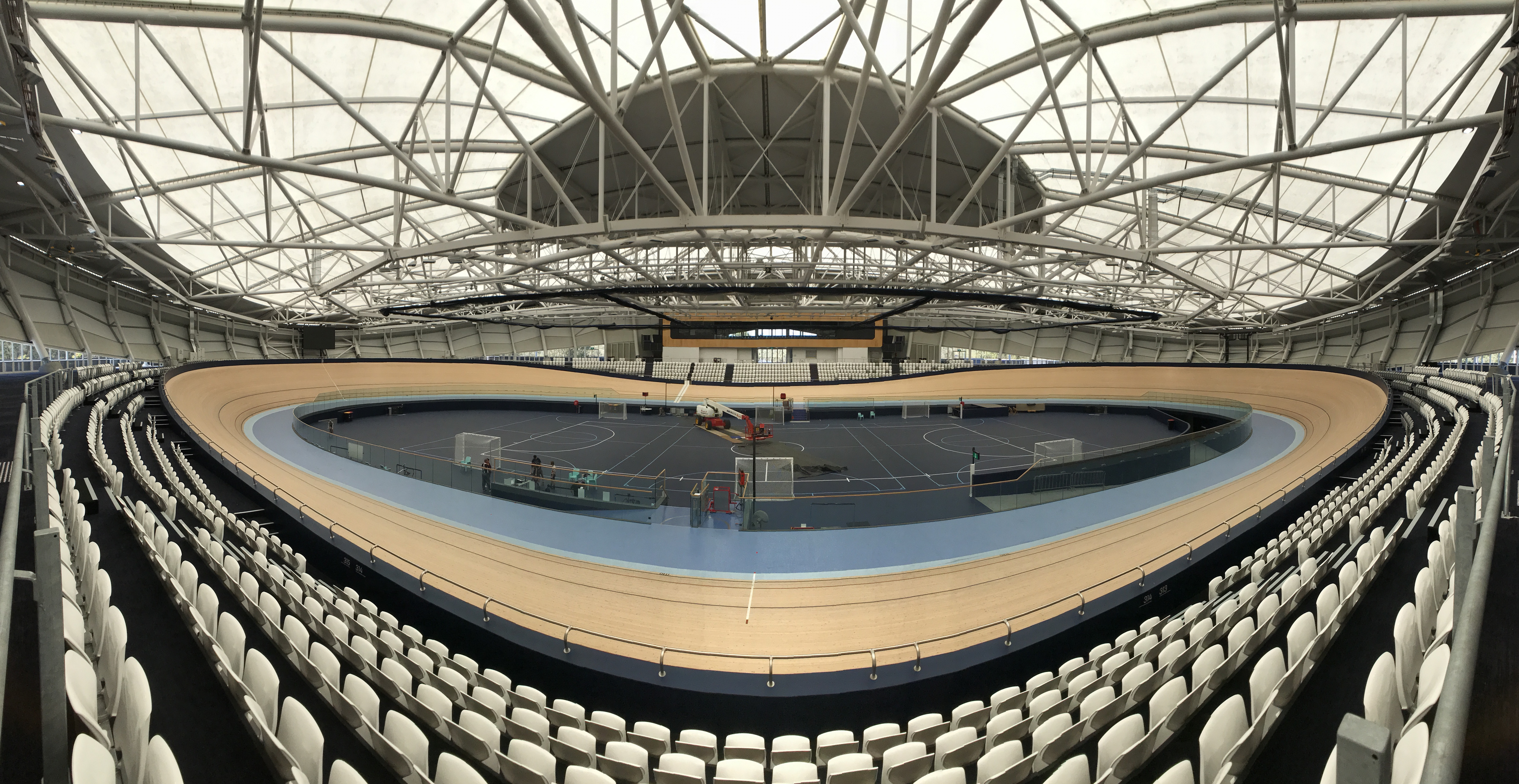
安娜·美雅絲自由車館

舊設施錢德勒自由車館仍然存在，一座擁有250公尺新賽道的安娜·美雅絲自由車館於2016年完工。2018年大英國協運動會和2032年夏季奧林匹克運動會場地自由車賽事都於此舉辦。
舊錢德勒自由車場是室外場地，看台可容納3,000人。該場地適合舉辦自由車賽事、搖滾演唱會、集會、摩托車越野和賽道錦標賽。除了奧運標準的自由車道外，場館還設有私人休息室和活定區、歐米茄計時設備和記分牌、餐飲設施以及夜間活動和賽事的照明。

## 外部連結
- 場館網站 （页面存档备份，存于）